# نايل جونسون
نايل جونسون (بالإنجليزية: Niall Johnson)‏ هو كاتب سيناريو بريطاني، ولد في 1965 في Sutton Coldfield ‏ في المملكة المتحدة.

## وصلات خارجية
- نايل جونسون على موقع IMDb (الإنجليزية)
- نايل جونسون على موقع ألو سيني (الفرنسية)
- نايل جونسون على موقع أول موفي (الإنجليزية)
- نايل جونسون على موقع قاعدة بيانات الأفلام السويدية (السويدية)
- نايل جونسون على موقع قاعدة بيانات الفيلم (الإنجليزية)